# Різанина 7 жовтня
Різанина 7 жовтня (івр. טבח שבעה באוקטובר) або вторгнення угруповання ХАМАС в Ізраїль (назване ним операцією «Повінь аль-Акса», араб. عمليّة طُوفان الأقصى،) розпочалося 7 жовтня 2023 року, коли палестинські збройні угруповання, очолювані ХАМАС, вторглися до Ізраїлю з сектору Газа, прорвавши прикордонний бар'єр і проникнувши до прилеглих ізраїльських населених пунктів та на військові об'єкти. Почалося рано вранці 7 жовтня з обстрілу Ізраїлю із сектора Гази від 2,5 до 5 тис. ракет і проникнення понад 2500 бойовиків із землі, моря і повітрям на ізраїльську територію, включно з прикордонними кібуцами і містом Сдерот. Близько 1200 ізраїльтян було вбито (включно із сотнями учасників музичного фестивалю), ще 251 було взято в заручники. Крім масових вбивств цивільних осіб Ізраїлю, мали місце численні випадки сексуального насильства. Напад став найбільшим масовим вбивством євреїв з часів Голокосту і найбільшим в історії актом палестинського тероризму.
У відповідь уряд Ізраїлю вперше з Війни Судного дня (1973) оголосив воєнний стан і розпочав операцію «Залізні мечі» в секторі Газа.
Західні країни, Україна, Казахстан, Індія, Сінгапур, Японія засудили ХАМАС за масові вбивства і воєнні злочини, назвавши його тактику тероризмом. Майже всі арабські (за виключенням ОАЕ) та мусульманські країни, навпаки, поклали провину на Ізраїль, заявляючи, що причина конфлікту полягає в ізраїльській окупації палестинських територій, і уникаючи згадок про ХАМАС.

## Передісторія

### Загальний контекст
Напад став продовженням палестино-ізраїльського конфлікту. Аналогічні набіги на Ізраїль бойовиків-фідаїнів з території Єгипту, Лівану, Йорданії та сектору Газа багаторазово відбувалися в період з 1948 по 1970 рік. Ці рейди на територію Ізраїлю з вбивствами цивільного населення і захопленням заручників продовжилися в рамках діяльності ОВП; відомими прикладами є різанина в Маалоті (1974) і теракт на Прибережному шосе (1978).
Після відходу Ізраїлю із сектору Гази 2005 року до влади в секторі прийшов ХАМАС внаслідок перемоги на виборах 2006 року і громадянської війни з ФАТХ, що включала в себе бої в секторі Гази 2007 року. ХАМАС посилив ракетні обстріли Ізраїлю та інші форми палестинського тероризму. У результаті сектор Газа перебуває під частковою блокадою Ізраїлю та Єгипту з 2007 року, що ставить за мету не допустити ввезення зброї та будматеріалів, які використовуються для війни проти Ізраїлю; ці заходи шкодять економіці сектора.
У 2011 році Ізраїль обміняв викраденого ХАМАС військовослужбовця Гілада Шаліта на 1027 палестинських терористів, що збільшило їхню мотивацію захоплювати заручників. Багато з терористів, звільнених за «угодою Шаліта», стали організаторами та учасниками нападу 7 жовтня 2023 року.
За даними «Аль-Джазіри», у 2023 році, до нападу 7 жовтня, щонайменше 247 палестинських арабів загинули у сутичках з ізраїльськими військовими та під час ізраїльських антитерористичних операцій. Кількість жертв палестинського тероризму за цей самий період становила 32 ізраїльтянина і 2 іноземних громадянина. Однак «Аль-Джазіра» не повідомляє, скільки загиблих були членами терористичних угруповань, а скільки — мирними жителями.
Напад стався в день єврейського свята Сімхат Тора, на наступний день після 50-ї річниці початку Війни Судного дня (1973), яка також розпочалася з раптової атаки на Ізраїль.

### Матеріально-технічна підготовка
Ключову роль у фінансуванні, озброєнні та навчанні воєнізованих угруповань у секторі Гази зіграв Іран, який допоміг налагодити в секторі виробництво зброї та військової техніки. Зазначалася також важлива роль Катару у фінансуванні ХАМАС і його інформаційній підтримці через «Аль-Джазіру». В інтерв'ю російським ЗМІ член керівництва ХАМАСу Алі Барака повідомив, що з дозволу Росії його угрупуванням було налагоджено місцеве виробництво автоматів Калашникова і патронів до них. Зброя, яку використовує ХАМАС, виявилася російського, північнокорейського, іранського і китайського виробництва; частково її виготовляли локально за підтримки цих країн, частково завозили в сектор із території Єгипту через підземні тунелі.

### Організаційна підготовка
За інформацією агентства Reuters із посиланням на джерело, близьке до ХАМАС, нападу передувала багаторічна підготовка, що передбачала створення в Ізраїлю хибного враження про небажання угрупованням масштабної війни. Водночас із кінця 2020 року ХАМАС та інші угруповання сектору Гази проводили спільні навчання, що включали прорив бар'єру безпеки, напади на танки, штурм будівель, включно з макетом військової бази, і захоплення заручників. 13-й канал ізраїльського телебачення опублікував цитати з допиту полоненого бойовика, який повідомив: «Ми готувалися понад рік. Нас надихнули демонстрації в Ізраїлі».
Нападу передували кілька тижнів заворушень, які влаштовували палестинські араби вздовж кордону Ізраїлю із сектором Гази (зокрема запуск куль із вибуховими та запальними пристроями, масове спалювання автомобільних шин, закладення і метання вибухових пристроїв). Згідно з даними допиту терориста, багатоденні заворушення біля кордону були відволікаючим маневром.
Остаточний наказ приступати до початку відпрацьованого сценарію вторгнення надійшов за лічені години до його початку.

### Обґрунтування нападу палестинською стороною
ХАМАС назвав причинами нападу часткову блокаду сектору Газа, «злочини окупації» та сутички навколо мечеті аль-Акса; лідер угруповання Салех аль-Арурі (ліквідований у січні 2024 року) заявив, що вони «захищають» мечеть аль-Акса і тисячі палестинських ув'язнених, які перебувають в ізраїльських в'язницях.

## Наступ терористів

### Ракетні удари і застосування дронів

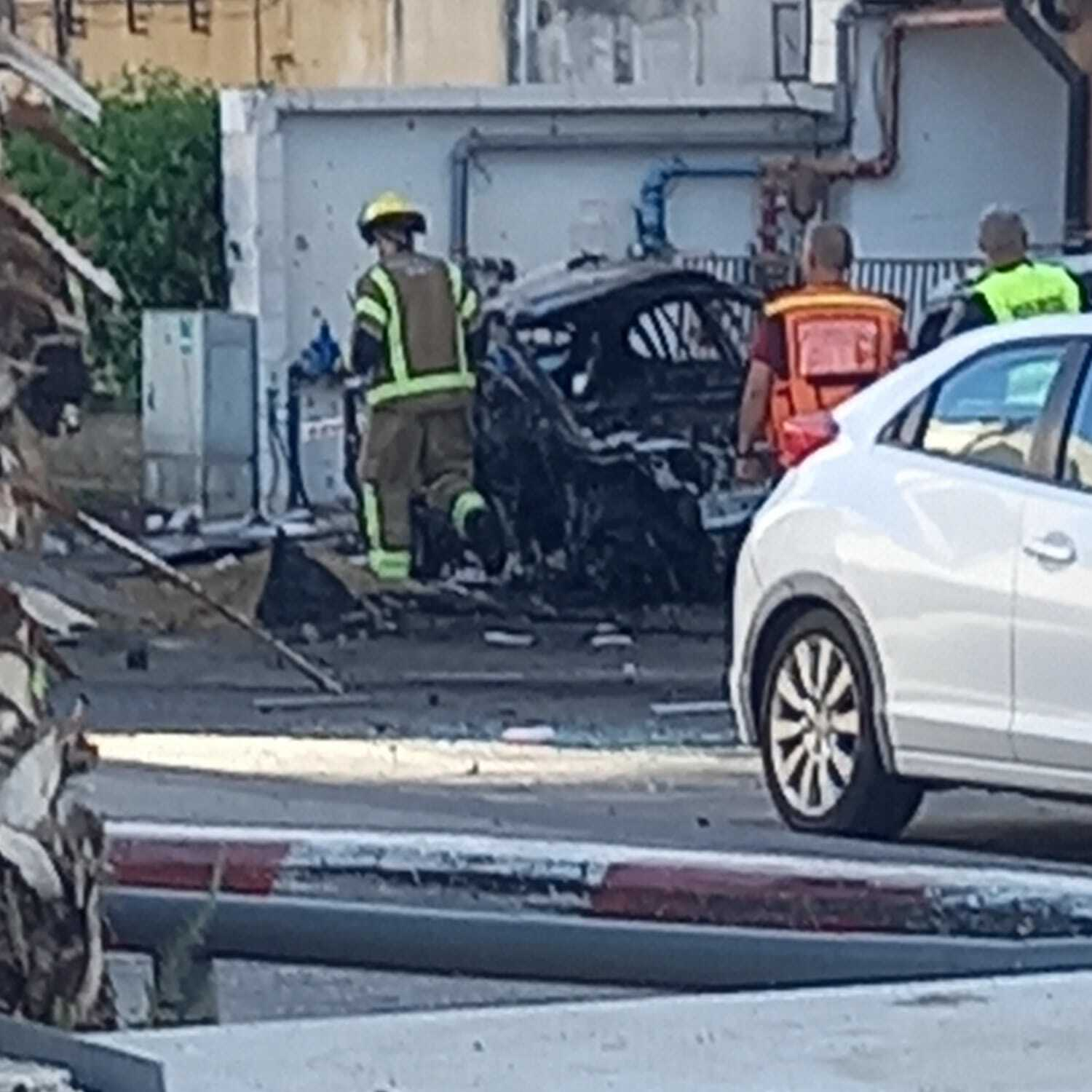
Наслідки ракетного обстрілу в Рішон-ле-Ціоні

Близько 06:30 ранку за місцевим часом 7 жовтня 2023 року ХАМАС оголосив про початок операції «Повінь Аль-Акса», або «Буря Аль-Акса», під час якої, за різними оцінками, було випущено від 2500 до більш ніж 5000 ракет із сектору Гази по Ізраїлю, внаслідок чого загинули щонайменше п'ятеро людей. Повідомлялося про вибухи в районах, прилеглих до сектора Гази, а також у Тель-Авіві та Ашкелоні. Сирени повітряної тривоги було активовано в Беер-Шеві та Єрусалимі. 9 жовтня ХАМАС здійснив ще один залп у напрямку Тель-Авіва та Єрусалима, одна ракета впала поруч із терміналом аеропорту Бен-Ґуріона.
Терористи також використовували дрони для скидання гранат на ізраїльські прикордонні спостережні вишки та кулемети з дистанційним управлінням для виведення їх з ладу.

### Вторгнення бойовиків в Ізраїль

Вторгнення бойовиків в Ізраїль

Одночасно близько 2500 бойовиків проникли до Ізраїлю з Гази, використовуючи вантажівки, пікапи, мотоцикли, бульдозери, катери, а також парамотори й аерошюти (повітряні судна з крилом із тканини, оснащені двигуном). Терористи мали при собі карти і розвіддані щодо населених пунктів, які атакували, а також інструкції з убивства та захоплення в заручники мирних жителів, включно з дітьми.
Крім ХАМАС, у нападі взяли участь й інші палестинські терористичні угруповання — ісламістський Палестинський ісламський джихад і ліворадикальний Демократичний фронт визволення Палестини (ДФВП). Угруповання Народний фронт визволення Палестини (НФВП) і «Лігво левів» висловили свою підтримку нападу й оголосили про максимальну боєготовність і загальну мобілізацію серед своїх бойовиків.
Пізніше стало відомо, що пряму участь у вторгненні також брала низка співробітників БАПОР (агентства ООН).
Армія Ізраїлю почала контртерористичну операцію «Залізні мечі» в секторі Газа. Міністр оборони Ізраїлю Йоав Ґалант повідомив про масовий призов резервістів. 9 жовтня армія Ізраїлю повідомила про виклик на службу 300 тисяч резервістів.
8 жовтня ЦАХАЛ ударом з повітря припинив спробу повторного проникнення терористів через пошкоджену огорожу. 10 жовтня було припинено ще одну спробу вторгнення терористів через пляж Зікім; 4 бойовиків було при цьому знищено.
Для ліквідації терористів, які захопили поліцейську дільницю в Сдероті, її довелося поступово руйнувати, згодом як мінімум одному з терористів вдалося втекти.

### Протистояння в Беері та Офакімі

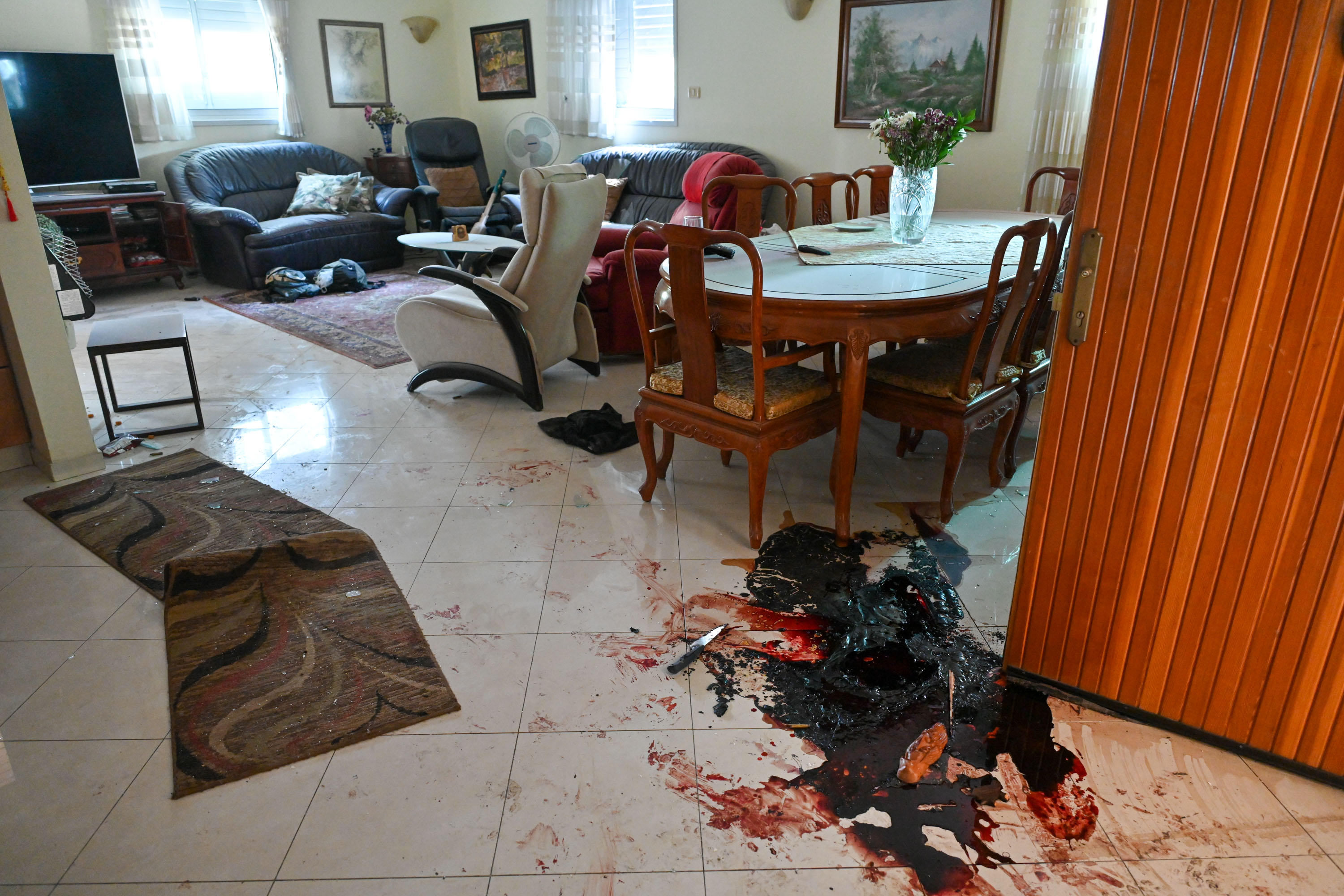
Кібуц Беері після нападу ХАМАС, 11 жовтня 2023 року

Під час нападів на кібуц Беері і місто Офакім бойовики ХАМАСа взяли заручників, що в обох випадках закінчилося тривалою і успішною операцією з порятунку заручників.
7 жовтня близько 50 жителів Беері були взяті в заручники й утримувалися терористами в їдальні кібуца. Через 18 годин всіх заручників було звільнено. Під час протистояння між бойовиками і силами ЦАХАЛу в Беері з'явилися відеоролики, на яких бойовики ХАМАС ведуть босих заручників через вулицю в місті.
У кібуці Урім, розташованому на дорозі до Офакіма, сили Армії оборони Ізраїлю врятували двох ізраїльтян. Під час рятувальної операції чотирьох бойовиків ХАМАСу було вбито, а троє солдатів АОІ дістали поранення.
У самому Офакімі близько 9-ї ранку п'ять терористів узяли в заручники літнє подружжя Давида і Рахель Едрі та утримували їх до ночі; між 2-ю і 3-ою годинами ночі групі спецпризначенців ЯМАМ вдалося врятувати обох заручників, вбивши всіх терористів; троє бійців ЯМАМ були поранені.
Армія Ізраїлю тимчасово втратила контроль над КПП Ерез і КПП Керем-Шалом. Бойовики ХАМАС організували висадку морського десанту біля пляжу кібуца Зікім; близько 60 терористів було знищено на морі підрозділом ВМС Ізраїлю Снапір. Бойовики захопили військову базу Нахаль-Оз, внаслідок чого щонайменше двоє ізраїльських солдатів загинули і щонайменше шість потрапили в заручники. Повідомлялося про бойові дії на військовій базі Реїм, штаб-квартирі дивізії Газа. За пізніми повідомленнями, ХАМАС узяв базу під свій контроль і захопив у заручники кількох ізраїльських солдатів. До ночі 7 жовтня АОІ відновила контроль над базою Реїм і більшою частиною прикордонних територій.

### Відсіч ізраїльтян
25-річна Інбаль Рабін-Ліберман врятувала від терористів кібуц Нір-Ам, швидко організувавши на місці його оборону. Відслуживши в бойових частинах ЦАХАЛу і будучи координатором кібуца з військової безпеки, вона змогла організувати жителів кібуца і дати відсіч терористам; було ліквідовано 25 бойовиків. Нір-Ам став єдиним кібуцом біля сектору Гази, який не зазнав значних втрат.
Колишні офіцери ізраїльської армії — подружжя Адар та Ітай, коли терористи напали на кібуц Кфар-Аза, сховали своїх дітей і вступили в бій. У результаті обидва загинули, але, захищаючись, вони вбили 7 нападників.
Племінник (син сестри) ізраїльського футболіста Йосі Бенаюна зумів застрелити трьох терористів ХАМАСу, які напали на будинок його сім'ї в кібуці Беері; чоловік сестри Йосі Бенаюна був поранений, але вся сім'я вижила.

### Пов'язані події
Вранці 8 жовтня «Хезболла» випустила ракети і снаряди по території Мазарія-Шаб'а, армія Ізраїлю завдала удару у відповідь по південному Лівану. 9 жовтня армія Ізраїлю заявила, що вбила кількох бойовиків, які проникли з Лівану, і відкрила артилерійський вогонь по той бік кордону. «Хезболла» заперечувала свою причетність до інциденту. Палестинський ісламський джихад пізніше взяв на себе відповідальність за збройне проникнення. Пізніше того самого дня поновилися бої між «Хезболлою» та ізраїльськими військами, внаслідок яких було вбито трьох бойовиків «Хезболли».

## Жертви
Вторгнення було відзначено низкою воєнних злочинів і, на думку низки експертів з міжнародного права та досліджень масового насильства, є геноцидом. Документи, виявлені у застрелених бойовиків, підтверджують, що масові вбивства були ключовою метою вторгнення. Їм було наказано «досягти максимального рівня людських втрат», а потім захопити заручників.

### Втрати
Різанину 7 жовтня 2023 року визнано найжорстокішою атакою на єврейський народ з часів Голокосту і найкривавішим днем в історії Ізраїлю. Кількість загиблих унаслідок атак ХАМАС на півдні Ізраїлю становила 1200 осіб, 779 із них — цивільні особи, включно з 38 дітьми. Ще близько 3,4 тис. осіб дістали поранення різної тяжкості.
Напад ХАМАС на Ізраїль 7 жовтня є третім за кількістю жертв терористичним актом у світі від початку спостережень Центром стратегічних і міжнародних досліджень 1970 року. В атаках 11 вересня загинуло 2,9 тис. осіб, у різанині на базі Спайкер — до 1,7 тис. Порівняно з іншими великими терактами в Ізраїлі, кількість жертв 7 жовтня була вищою більш ніж у 31 раз — 1200 осіб проти 38 під час різанини на Прибережному шосе в 1978 році.
З початку наступу терористів повідомлялося про масові вбивства ізраїльських цивільних осіб. Так, 7 жовтня внаслідок різанини в Беері загинуло понад 100 мирних жителів, включно з жінками і дітьми; на музичному фестивалі в Реїмі вбито 364 людини. Від 52 до 60 осіб було вбито в кібуці Кфар-Аза, з яким терористи були добре знайомі, імовірно, завдяки наведенням палестинців, які працювали там до цього. Під час атаки на Ашкелон поранено було щонайменше 400 осіб.

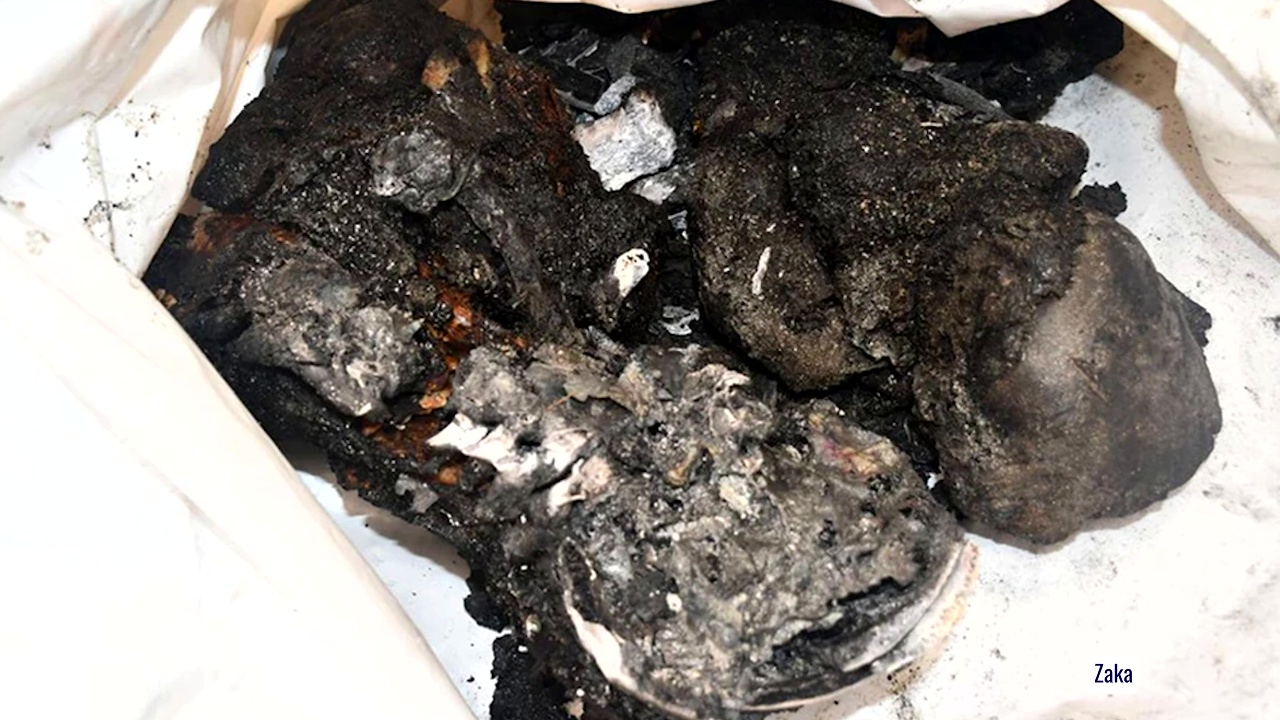
Останки жертв нападу ХАМАС на Ізраїль у 2023 році

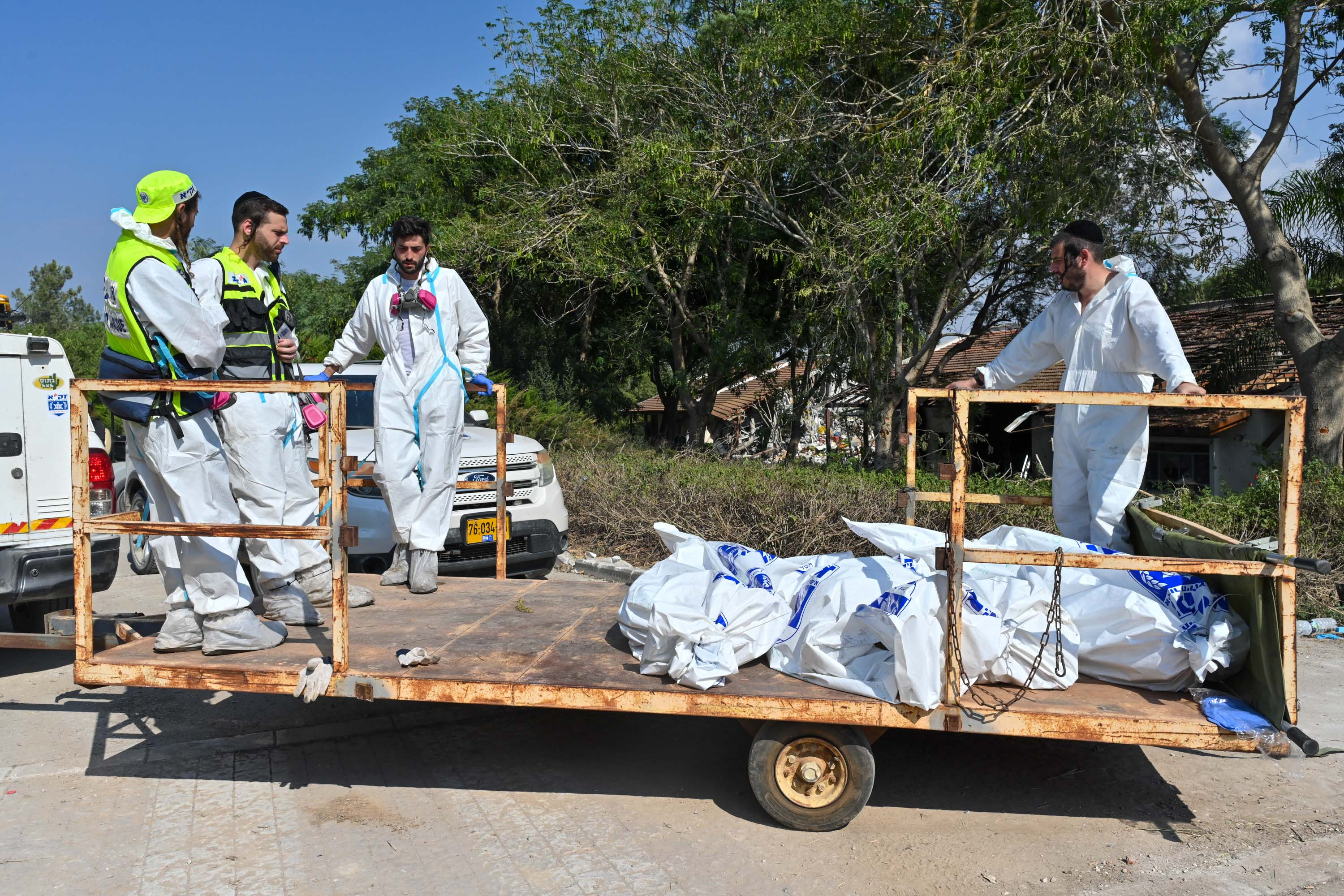
Збір тіл у кібуці Беері, 2023 рік

За свідченнями низки джерел, насильство мало «екстремальний характер». Зібрані ізраїльською владою відеозаписи зафіксували вбивства дітей, обезголовлення мирних жителів, обвуглені людські останки, зґвалтовані трупи жінок. Волонтери повідомляли про тіла дітей, страчених у Беері, заздалегідь зв'язаних, розстріляних і спалених. Наймолодшою жертвою ХАМАС стала 10-місячна Міла Коен, застрелена в кібуці Беері. Також ізраїльські ЗМІ повідомляли про 13 вбитих дітей до 10 років і про 36 підлітків віком 10–19 років. Наприклад, у кібуці Нір-Оз терористи вбили цілу сім'ю з трьома дітьми 2–6 років. Спочатку в офіційному акаунті ізраїльської влади в Twitter 10 жовтня з'явилися повідомлення про «40 убитих немовлят» тільки в кібуці Кфар-Аза. Пізніше ця інформація не підтвердилася, а загальна кількість загиблих дітей у всіх районах Ізраїлю в «Чорний шаббат» становила 36. Багато тіл були понівечені або спалені до невпізнання.
За даними Комітету із захисту журналістів, під час різанини 7 жовтня було вбито 6 працівників ЗМІ, зокрема Рої Едан і Янів Зоар.

### Катування, каліцтва та страти

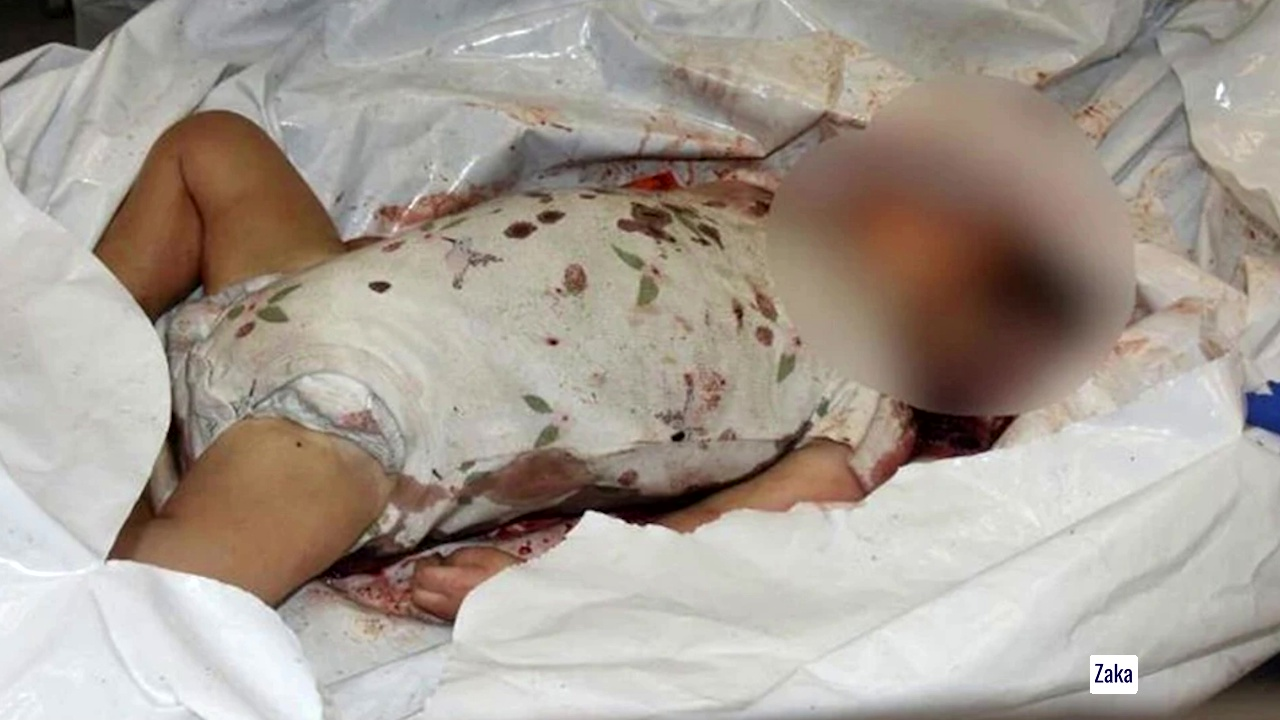
Немовля, вбите палестинськими терористами, 2023 рік

Ізраїльський центр судово-медичної експертизи виявив сліди тортур і страт за останками загиблих. Так, медики встановили, що деякі жертви були спалені живцем, коли бойовики намагалися витягти їх із «безпечних кімнат». Понад 20 тіл було знайдено з руками, зв'язаними пластиковими стяжками або електричними шнурами, що вказує на страту. Наприклад, вони виявили тіла дитини і дорослого, пов'язаних дротом і спалених живцем. Доступні різні докази їхньої жорстокості, включно з убивством батьків на очах у їхніх дітей і навпаки. Наприклад, держсекретар США Ентоні Блінкен на слуханнях у Сенаті повідомляв про сім'ю з чотирьох осіб, яких було вбито під час сніданку:

| Хлопчик і дівчинка 6 і 8 років, та їхні батьки за сніданком. Батькові викололи око на очах у дітей. Матері відрізали груди, дівчинці ампутували ногу, хлопчикові відрубали пальці перед стратою. І тоді їхні кати сіли й поїли. |
| — Ентоні Блінкен |

У розпорядженні служби екстреного реагування є низка фотографій жінок із ножовими пораненнями і відрізаними грудьми, чоловіків із вирізаними очними яблуками. Ті, хто впізнавав тіла, кажуть, що в деяких випадках вони були понівечені до невпізнання вогнепальними пораненнями. Зафіксовано випадки обезголовлювання і розчленування. Ізраїльські медики повідомляли про підлітків з відрубаними руками, яких кинули стікати кров'ю.
Хоча в перші тижні в мережі з'явилася дезінформація про обезголовлених дітей, пізніше ці дані не підтвердилися. Але задокументовано випадок, коли терористи кілька разів вистрілили в живіт вагітній жінці, яка прямувала до пологового будинку. Також було знято низку інших розправ, коли терористи оскверняли трупи, особливо тіла солдатів.

### Жертви серед іноземців
Серед вбитих в Ізраїлі 7 жовтня також були іноземці та громадяни з подвійним громадянством, зокрема 20 загиблих громадян України.
За грудневими підрахунками ізраїльської влади, тільки іноземців загинуло понад 70 осіб, в основному — тайські робітники. За оцінками на кінець жовтня, близько 200 загиблих або були іноземцями, або мали подвійне громадянство.

### Сексуальне насильство
Після нападу терористів ізраїльська поліція і військові почали збирати докази сексуальних злочинів ХАМАС, що ускладнювалося військовими діями і практично повною відсутністю жертв, які вижили. Свідки, які збирали тіла в місцях злочинів або пережили атаку бойовиків, повідомляли про жорстокість наруг — у жертв «у жіночих органах були цвяхи та інші предмети», відрізали груди, переламали тазові кістки, у багатьох спостерігалися вагінальні кровотечі, опіки та інші травми. Одна з тих, хто вижив у різанині на музичному фестивалі в Реїмі, стала свідком, як бойовики ґвалтували жінок, одночасно завдаючи їм рани ножем. Повідомлялося про зґвалтування дівчаток-підлітків. На численних фотографіях із місць атак видно тіла жінок, оголені до пояса або з розірваною спідньою білизною, з розсунутими ногами, слідами травм геніталій і стегон. Бойовики обговорювали зґвалтування в записах нагрудних камер, понад 60 тисяч годин яких вони залили в соціальні мережі, і пізніше їх проаналізувала поліція.
У мережі також з'являлися відео з тілами жертв зґвалтувань, наприклад, зйомка матері двох дітей Галь Абдуш, яку зробила одна з тих, хто пережив різанину на музичному фестивалі в Реїмі. Загалом опитані журналістами The New York Times медики і добровольці повідомляли про понад 30 тіл жінок і дівчаток в околицях фестивалю. На базі недалеко від сектора Гази було також виявлено тіла ізраїльських жінок-солдатів, яким, імовірно, стріляли в піхву. За словами представника Міністерство добробуту та соціального забезпечення Ізраїлю, вижили лише три жінки і один чоловік, які зазнали сексуального насильства.
Представники ХАМАС заперечували звинувачення, заявивши, що будь-які сексуальні злодіяння були скоєні іншими збройними угрупованнями, які проникли в Ізраїль. Однак допитані ізраїльськими спецслужбами семеро спійманих терористів ХАМАС зізналися, що їм було наказано здійснювати сексуальне насильство проти ізраїльських цивільних осіб, зокрема зґвалтування трупів.
Ізраїльські активісти та уряд звинуватили Генерального секретаря ООН та ООН-Жінки в ігноруванні звірств. Так, представник Ізраїлю в ООН розкритикував світову спільноту за «відсутність підтримки жінок і ймовірних жертв сексуального насильства». ООН провела на початку грудня спеціальну сесію щодо сексуальних злочинів ХАМАС, яке ізраїльські ЗМІ характеризували одним зі знарядь війни. Президент США Джо Байден назвав повідомлення про сексуальне насильство «жахливими» і закликав світ засудити «неймовірні жорстокості».
Низка звільнених заручників також розповіли про сексуальне насильство під час ув'язнення в секторі Гази.

### Заручники

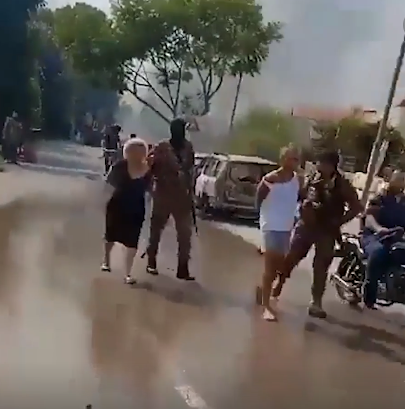
Бойовики ХАМАС із захопленими заручниками в кібуці Беері, 2023 рік

Під час нападу було захоплено 251 заручника. Повідомлення про масове захоплення заручників і їхнє вивезення в сектор Газа з'явилися незабаром після початку вторгнення. Один із лідерів ХАМАС Салех аль-Арурі (ліквідований у січні 2024 року) заявив про захоплення ними достатньої кількості ізраїльських військових для обміну на всіх палестинських терористів, ув'язнених в Ізраїлі. У жовтні ізраїльська влада підтверджувала, що було захоплено «значну кількість» ізраїльських громадян, але їхню точну кількість було складно встановити через воєнні дії (так, після закінчення вісімнадцятигодинних боїв у кібуці Беері було звільнено 50 заручників, у передмісті міста Офакім — ще двоє).
Деякі заручники були старші за 70 років і потребували спеціальних ліків, зокрема, 75-річний історик Голокосту Алекс Данциг і 84-річна Діца Гейман. Проте, представники Червоного Хреста не були допущені до хворих і поранених заручників.
Пропаганда ХАМАС постаралася представити в прикрашеному вигляді захоплення й умови утримання заручників. «Аль-Джазіра» опублікувала відео, яке нібито спростовує, що бойовики захоплюють дітей і жінок. Телеграм-канал ХАМАС випустив пропагандистський ролик із бойовиками і дітьми, забезпечений підписом «бійці ХАМАС виявляють співчуття до дітей». ЦАХАЛ прокоментував, що ХАМАС «намагається представити себе як гуманітарну організацію, хоча насправді це смертоносне терористичне угруповання, відповідальне за вбивства і викрадення немовлят, жінок, дітей і людей похилого віку». Знайдені інструкції бойовиків ХАМАС рекомендували відразу вбивати тих заручників, хто зможе чинити опір або становити загрозу, а також описували, як викрадати та катувати. Після звільнення низки заручників стало відомо, що їх накачували наркотиками; захоплених дітей використовували як щит під час боїв у секторі Газа.
Щонайменше 10 чоловіків і жінок, які побували в заручниках у ХАМАС, зазнали в ув'язненні сексуального насильства. Зокрема, 17-річна Агам Гольдштейн-Алмог, батька і старшу сестру якої бойовики ХАМАС раніше вбили , вона свідчила перед Кнесетом про перенесене нею та іншим заручницями сексуального насильства. Шеріл Сендберг зняла одногодинний документальний фільм «Крики, і потім — тиша» про сексуальне насильство ХАМАС, він вийшов у квітні 2024 року.
Імовірно, близько половини заручників мали громадянства інших країн (включно з Францією, Німеччиною, Великою Британією та США), невелика частина була іноземцями (зокрема з Таїланду і Непалу). ХАМАС заявляв, що заручники-іноземці — це «гості». Але в мережі поширилися відео з жорстоким поводженням із ними. Наприкінці жовтня терористи відпустили двох американок єврейського походження, імовірно, щоб «затьмарити частину жахів від нападів двотижневої давності та продемонструвати, що вони є легітимним партнером для будь-яких переговорів».

## Операція «Залізні мечі»
Вранці 7 жовтня, незабаром після нападу палестинських терористів на прикордонні території Ізраїлю, уряд Ізраїлю оголосив про початок контртерористичної операції, що отримала назву «Залізні мечі».
Військово-політичне керівництво Ізраїлю ввело в дію спеціальний пункт «40 алеф», що означає введення воєнного стану, який не застосовувався з 1973 року. Міністр оборони Ізраїлю Йоав Ґалант оголосив збір резервістів. За 48 годин ізраїльська армія мобілізувала 300 тисяч осіб. Тисячі ізраїльтян, які перебували за кордоном, повернулися в країну, щоб взяти участь у війні. Для їхнього повернення національна авіакомпанія Ель Аль вперше з 1982 року 12 жовтня виконала рейс у суботу. 11 жовтня міністр внутрішніх справ Ізраїлю Ітамар Бен-Ґвір оголосив про те, що відсьогодні кожен житель прикордонного міста Сдерота має право носити зброю; МВС Ізраїлю закупило 10 000 одиниць вогнепальної зброї для цивільних загонів швидкого реагування, включно з 4000 напівавтоматичних гвинтівок.
До вечора 9 жовтня армія оголосила про звільнення всіх населених пунктів і об'єктів від бойовиків ХАМАСа. Під час зіткнень було зруйновано поліцейську дільницю в місті Сдерот, раніше захоплену ХАМАСом. Кордон із Газою було взято під контроль до 10 жовтня.

## Розслідування

### Ізраїль
Для реконструкції подій 7 жовтня ізраїльські слідчі аналізували понад 200 тисяч фотографій і 2 тисячі свідчень. Для допиту захоплених терористів у складі розвідувального управління ЦАХАЛ було створено спеціальний підрозділ. З'ясувалося, що бойовиків заохочували до нападів на мирних жителів, включно з дітьми, жінками та літніми людьми . Один із терористів говорив, що ХАМАС пропонував $10 тисяч і квартиру за кожного захопленого заручника.
За даними ізраїльських спецслужб, 13 співробітників Агентства ООН з надання допомоги в секторі Газа (БАПОР) були пов'язані з нападом ХАМАС. Із них 10 були бойовиками ХАМАС, 2 — бойовиками Палестинського ісламського джихаду. Ізраїль вважає, що 6 співробітників БАПОР брали участь у самому нападі, 4 були причетні до викрадення ізраїльтян, ще один надав логістичну підтримку. Ізраїль також звинуватив ХАМАС у використанні об'єктів ООН у Газі як укриття. Офіційний представник генерального секретаря ООН Стефан Дюжаррік заявив, що ООН не отримувала такої розвідувальної інформації. Агентство обіцяло почати розслідування, але заздалегідь звільнило підозрюваних співробітників.

### Міжнародні організації
Безліч свідчень про зґвалтування і травмовані статеві органи вказували на злочини проти людяності. Однак генеральний секретар ООН Антоніу Гутерріш закликав до розслідування лише 30 листопада. Правозахисна група «ООН-Жінки» виступила із засудженням насильства як в Ізраїлі, так і в Газі. 4 грудня Ізраїль провів спеціальний захід в ООН, де колишній держсекретар США Гілларі Клінтон, сенаторка США Кірстен Джиллібранд і топ-менеджерка в галузі технологій Шеріл Сендберг розкритикували відсутність підтримки ізраїльських жінок, які зазнали насильства.
Коментарі міжнародних організацій Міністерство закордонних справ Ізраїлю назвало «занадто незначними і занадто запізнілими». У відповідь Верховний комісар ООН з прав людини наголосив, що Ізраїль не відповів на його неодноразові запити про доступ для незалежного розслідування звинувачень. Ізраїльська поліція стверджувала, що самостійно зібрала достатньо свідчень очевидців, відео- та фото-доказів і свідчень терористів. Влада Ізраїлю також забороняла лікарям взаємодіяти з комісією з розслідування злочинів, створеною Радою ООН з прав людини у 2021 році, оскільки її очолюють три людини з антисемітськими та антиізраїльськими поглядами. Наприкінці січня до Ізраїлю було направлено команду спеціального представника ООН з питань сексуального насильства в умовах військових конфліктів Праміли Паттен, яку запросило Міністерство закордонних справ.
Ізраїль не є членом Міжнародного кримінального суду і відмовляється визнавати його юрисдикцію. Однак палестинська влада підписала угоду з судом у 2015 році й отримала статус держави-спостерігача ООН. Відповідно, суд має юрисдикцію розслідувати злочини, скоєні палестинцями на території Ізраїлю. Наприкінці жовтня сім'ї жертв нападів ХАМАС звернулися до суду з проханням провести розслідування вбивств і викрадень.
Розслідування проводили і представники Human Rights Watch, які зібрали підтверджені свідчення 110 тих, хто вижив, сімей заручників, а також осіб, які надавали першу допомогу.

## Реакція влади

### Ізраїль
Міністр оборони Йоав Ґалант заявив, що ХАМАС «припустився серйозної помилки цього ранку і почав війну проти Держави Ізраїль», і що «Держава Ізраїль переможе в цій війні». Міністр національної безпеки Ізраїлю Ітамар Бен-Ґвір оголосив про введення надзвичайного стану на всій території країни. Ізраїль запросив додаткову військову допомогу у США.
Мешканців районів, де відбулося проникнення бойовиків, закликали залишатися всередині своїх будинків, а цивільним особам на півдні і в центрі Ізраїлю було «наказано залишатися поруч із бомбосховищами». У ніч із 7 на 8 жовтня Військово-політичний кабінет Ізраїлю проголосував за вжиття низки заходів, спрямованих на «знищення військового та урядового потенціалу ХАМАС і Палестинського ісламського джихаду». Кабінет офіційно ввів у країні воєнний стан, вперше після Війни Судного дня 1973 року. 12 жовтня Кнесет затвердив створення на час війни уряду надзвичайного стану з членів правлячої коаліції та опозиції.
Глава Генштабу ЦАХАЛ Герці Га-Леві заявив від імені армії: «ми не виконали свої обов'язки». Глава загальної служби безпеки Ізраїлю (ШАБАК) Ронен Бар також взяв на себе особисту відповідальність за недопущення нападу терористів. Їхній приклад наслідував глава військової розвідки Ізраїлю (АМАН) Аарон Халіва, визнавши свою особисту відповідальність і відповідальність свого відомства за цей провал.
23 жовтня влада Ізраїлю провела спеціальну пресконференцію, на якій двом журналістам із різних країн було показано фільм про вбивства мирних жителів бойовиками ХАМАС, складений із записів камер спостереження і зйомок на мобільні телефони, зроблених 7 жовтня.

### ХАМАС
Заступник глави ХАМАС Салех аль-Арурі повідомив телеканалу «Аль-Джазіра», що угруповання почало «тотальну боротьбу», описуючи атаку 7 жовтня як відповідь на ізраїльські дії проти палестинців. Високопоставлений член ХАМАС Газі Хамад погрожував продовжувати атаки:

| Ми повинні дати Ізраїлю урок, і ми будемо робити це знову і знову. Повінь в Аль-Аксі — це всього лише перший випадок, і буде другий, третій, четвертий. |
| |

Член вищого керівництва ХАМАС Халіл аль-Хайя уточнив, що метою атаки було «повернути палестинське питання на стіл переговорів» через ескалацію. Халед Машаль висловив готовність угруповання до жертв заради «звільнення».
ХАМАС намагався дистанціюватися від вбивств 7 жовтня, заперечуючи відповідальність за цивільні жертви і звинувачення в сексуальному насильстві, називаючи це частиною «сіоністських кампаній» проти «палестинського спротиву» та заявляючи, що бойовики нападали тільки на ізраїльських солдатів і озброєних людей.
Підконтрольне ХАМАС Міністерство освіти Палестини в Газі заявило, що школи в секторі закриті до подальшого повідомлення, а місцеве міністерство охорони здоров'я закликало здавати кров.

## Міжнародна реакція

Міжнародна реакція на вторгнення ХАМАС в Ізраїль у 2023 році
----
Країни, які засудили вторгнення
Країни, які звинуватили Ізраїль у провокації конфлікту
Нейтральні країни
Невідомо
----
Палестина
Ізраїль

### Засудження нападу
У жовтні 2023 року, як мінімум, 44 країни засудили ХАМАС, звинувативши його в тероризмі, і близько 20 країн підтримали право Ізраїлю на самозахист. Більшість країн Північної Америки та Європи висловили підтримку Ізраїлю. Так, одразу після нападу британський прем'єр-міністр Ріші Сунак сказав, що «шокований» терором і що «Ізраїль має абсолютне право захищати себе»; президент Франції Емманюель Макрон висловив свою «цілковиту солідарність із жертвами»; канцлер Німеччини Олаф Шольц заявив, що «засуджує напад ХАМАС і підтримує Ізраїль». Президент США Джо Байден засудив атаку ХАМАС як «безсовісну», наголосив на праві Ізраїлю на самооборону й описав напад як «чисту жорстокість проти єврейського народу». Глава Пентагону Ллойд Остін обіцяв підтримку Ізраїлю для захисту населення.
Президент України Володимир Зеленський висловив свою «підтримку Ізраїлю в його праві захищати себе і свій народ», Зеленський також заявив, що «терористичний напад на Ізраїль був добре спланований, і весь світ знає, які спонсори тероризму могли підтримати і сприяти його організації».
Президент Європейської комісії Урсула фон дер Ляєн заявила, що «це тероризм у його найогиднішій формі. Ізраїль має право захищатися від таких огидних нападів». Глава зовнішньополітичного відомства Євросоюзу Жозеп Боррель висловив солідарність з Ізраїлем. Євросоюз заявив про намір призупинити фінансову підтримку Палестини в розмірі 691 млн євро. 10 жовтня 2023 року Євросоюз і Франція визнали ХАМАС терористичною організацією. НАТО через прессекретаря Ділліана Вайта засудило терористичні атаки ХАМАС і підтримало право Ізраїлю на самооборону.

### Підтримка і виправдання нападу
Президент Росії Володимир Путін назвав причиною нападу насамперед «поселенську політику» Ізраїлю (всі ізраїльські поселення були виведені з сектора Газа за 18 років до нападу). Путін і МЗС РФ поклали провину на США і Захід; російські телеведучі та преса висловили ту саму лінію, наголошуючи на успіхах терористів у перший день нападу і скептично відгукуючись про обороноздатність Ізраїлю. Російські пропагандисти, публікуючи сфабриковані матеріали, заперечували військові злочини ХАМАС, називаючи оприлюднені Ізраїлем свідчення фальсифікацією. ХАМАС, зі свого боку, подякував Путіну за «невтомні зусилля», спрямовані на припинення «сіоністської атаки на сектор Гази». 
Іран підтримав вторгнення ХАМАС в Ізраїль.
Майже всі країни Ліги арабських держав, зокрема Оман, Ємен і Катар, назвали причиною нападу «ізраїльську окупацію палестинських територій», не згадуючи у своїх заявах ХАМАС.
Катарський телеканал «Аль-Джазіра», який схвалював ХАМАС і який часто звинувачували в ісламістській, антиамериканській та антиізраїльській пропаганді, відігравав значну роль у висвітленні конфлікту з пропалестинських позицій. 13 жовтня ізраїльське міністерство зв'язку оголосило про намір закрити офіси «Аль-Джазіри» за підтримку ХАМАС; 16 жовтня Моссад також рекомендував заборонити в країні діяльність журналістів телеканалу, надавши докази, що співробітники «Аль-Джазіри» розкривають інформацію про місце розташування сил ЦАХАЛу.
За правління Реджепа Таїпа Ердогана Туреччина стала затятим прихильником палестинського бойового угруповання ХАМАС. Після різанини 7 жовтня 2023 року, президент Туреччини заявив, що ХАМАС — не терористи, а «визвольна група моджахедів, які б'ються за захист своєї землі і своїх громадян».

## Мітинги та акції

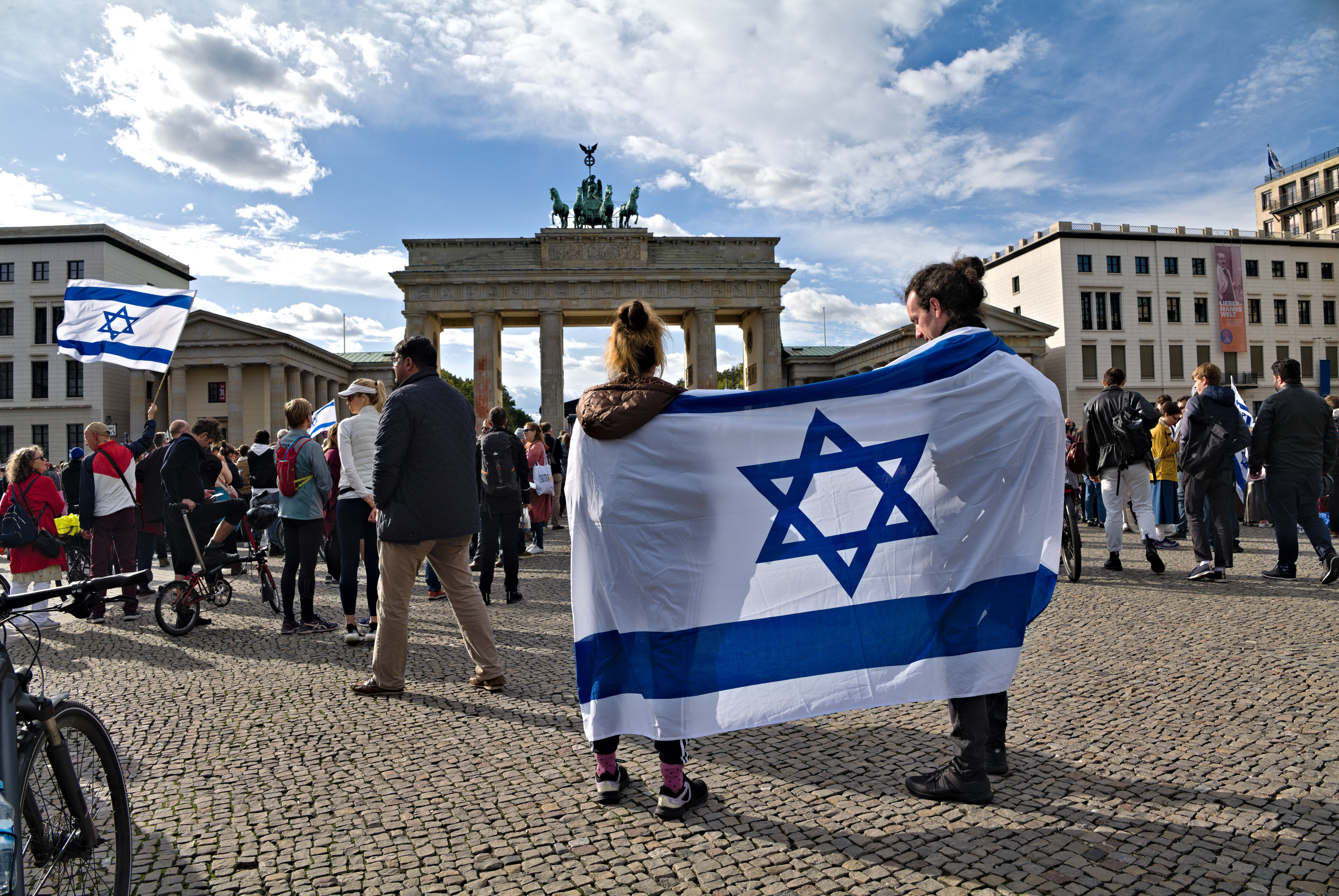
Акція на підтримку Ізраїлю в Берліні

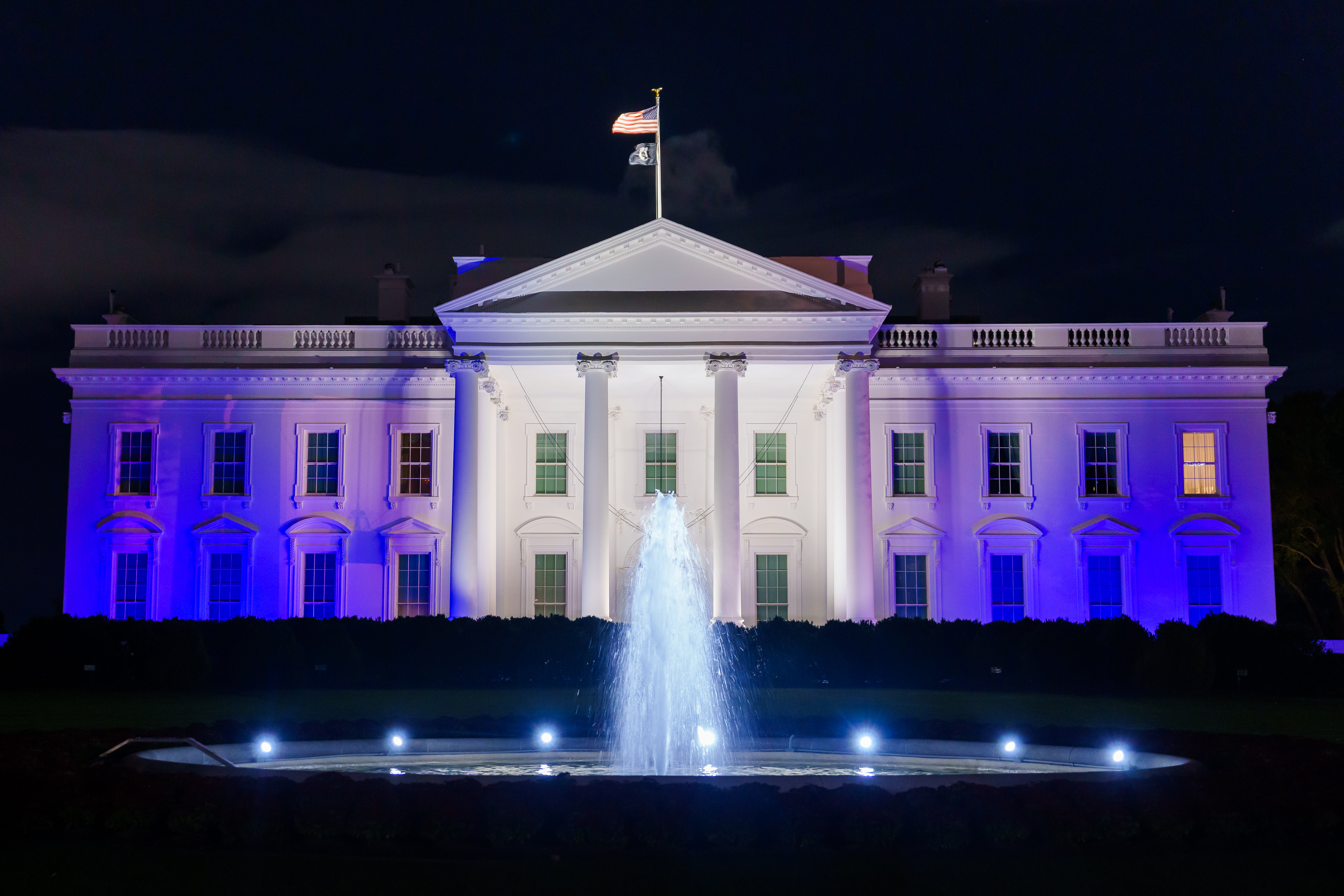
Білий дім підсвічено в ізраїльські кольори на знак солідарності

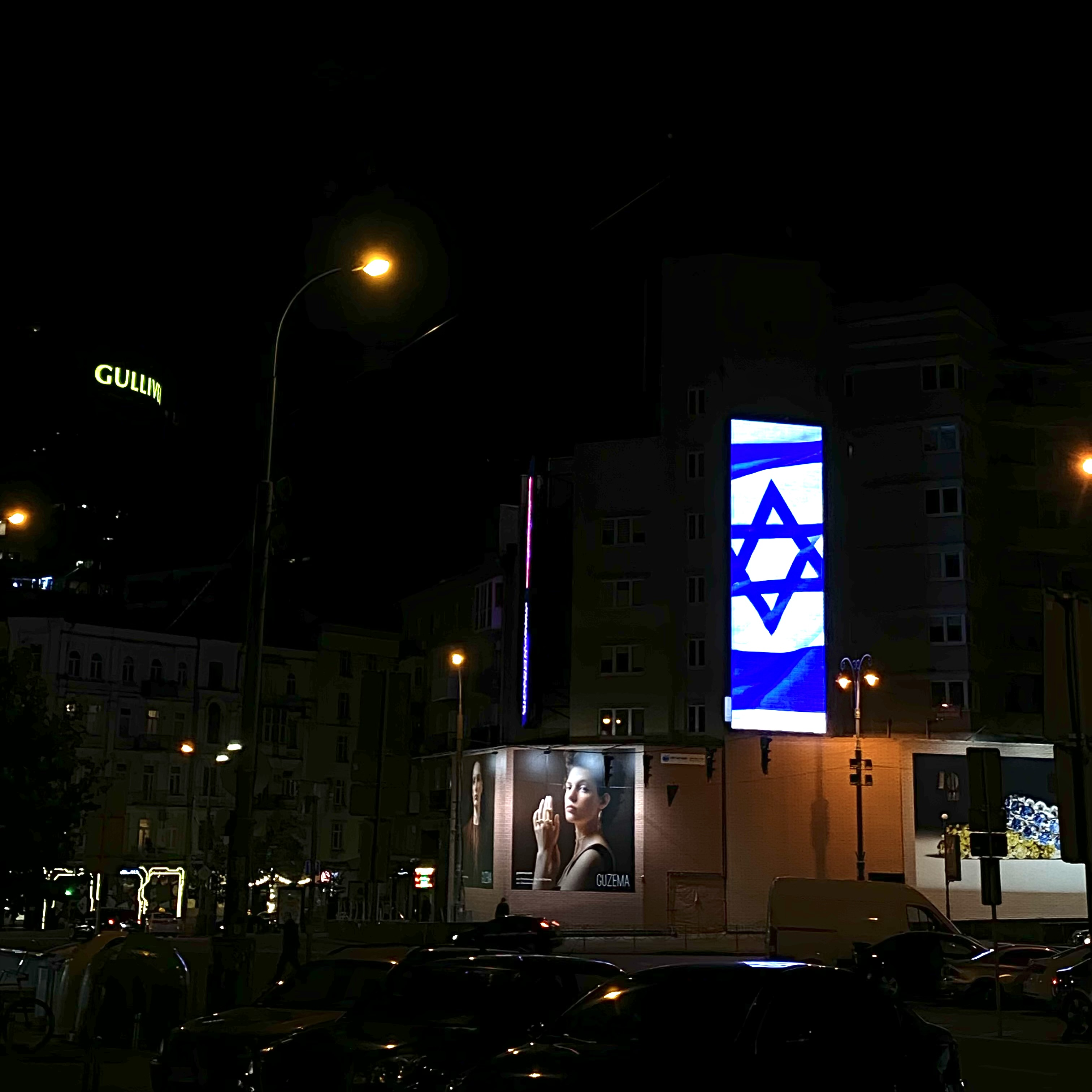
Прапор Ізраїлю на одному з цифрових рекламних банерів Києва на знак солідарності з ізраїльським народом

Уже 7 жовтня в США і країнах Європи почалися акції солідарності з Ізраїлем. 9 жовтня в США пройшли розділені поліцією маніфестації як на підтримку Ізраїлю, так і на підтримку Палестини. 10 жовтня в Нью-Йорку тисячі американських євреїв провели мітинг на підтримку Ізраїлю перед штаб-квартирою ООН. 22 жовтня в Берліні відбулася демонстрація на підтримку Ізраїлю, що зібрала, за різними даними, від 10 до 25 тис. осіб.
Багато українців підтримали Ізраїль, розцінюючи напад ХАМАСу на Ізраїль як схожий з російським вторгненням в Україну. 8 жовтня 2023 року, у Києві на цифрових рекламних табло з'явилися прапори Ізраїлю як знак солідарності з ізраїльським народом. Посол України в Ізраїлі Михайло Бродський охарактеризував Україну як найбільш проізраїльську країну в Європі, і сказав, що мітинги та зібрання на підтримку Ізраїлю відбувалися в країні попри заборони на проведення зібрань на території України через російсько-українську війну, як-от у Києві, Львові, Одесі, Харкові, Дніпрі.
Починаючи з 7 жовтня 2023 року в медіа почали з'являтися коментарі публічних персон про події нової хвилі палестино-ізраїльського конфлікту. Так, на підтримку Ізраїлю висловилися Галь Гадот, Кріс Пайн, Раян Мерфі, Емі Шумер і Майкл Дуглас — вони та ще кілька сотень знаменитостей підписали відкритого листа на підтримку Ізраїлю і з засудженням дій ХАМАС.

## Пов'язані події та пам'ять
Відразу після атаки ХАМАС ціни на нафту марки Brent зросли на $2,5 за барель ($87,05); марки West Texas Intermediate — на $2,7 (85,5). Ціна на золото зросла на $20 доларів за унцію ($1851 на 9 жовтня). Тоді як ізраїльський індекс TA-35 зафіксував найбільше падіння з 2020 року (-6,47 %), ізраїльський новий шекель — найбільше падіння до долара США за останні сім років (-1,63 % до $3,90). У відповідь Банк Ізраїлю оголосив 9 жовтня, що продасть до $30 млрд валютних резервів для підтримки і надання ліквідності на суму до 15 мільярдів доларів ринку через свопи. Індекс фондового ринку Ірану також впав на 2,5 %.
В Ізраїлі через тиждень після атаки і введення воєнного стану вибори до місцевих органів влади були офіційно перенесені на 3 місяці. ЗМІ повідомляли про розкол у демократичній партії США, пов'язаний із різними поглядами на підтримку Ізраїлю після терактів 7 жовтня.
Атаку порівнювали з терактами 11 вересня 2001 року в США, позначаючи дату «7/10» за аналогією з «9/11». 7 листопада 2023 року в усьому Ізраїлі було оголошено «День громадянської жалоби». Політичний оглядач Пітер Бомонт заявив, що напад «на століття запам'ятається як провал розвідки» Ізраїлю.

## Оцінки
Згідно зі спільною заявою понад 100 експертів з міжнародного законодавства, терористичне угруповання ХАМАС вчинило численні воєнні злочини, які, ймовірно, підпадають під визначення геноциду. Численні експерти та організація Genocide Watch вказували на прагнення ХАМАС знищити Ізраїль, оцінюючи вторгнення як спробу геноциду. Багато хто в Ізраїлі вважає атаку 7 жовтня геноцидом, порівнюючи її з Голокостом. Водночас, згідно з опитуваннями Palestinian Center for Policy and Survey Research, що проводилися в секторі Газа і на Західному березі річки Йордан, станом на березень 2024 року переважна більшість палестинців (71 %), порівняно з 72 % у грудні 2023 року, підтримують рішення ХАМАС про напад 7 жовтня.
Інструкції, виявлені при знищених бойовиках, свідчили про плани масових вбивств громадян, зокрема дітей у школах. ООН визнала, що невибіркове вбивство бойовиками ХАМАС сотень мирних жителів, включно з дітьми, та викрадення заручників і використання їх як живого щита є порушенням міжнародного гуманітарного права.
Понад 680 експертів закликали до звільнення заручників і завершення насильства, порівнявши тактику ХАМАС з ІДІЛ і вказуючи на психологічні травми звільнених заручників.
За словами науковців Центру стратегічних і міжнародних досліджень Деніела Баймана та Александра Палмера, атаки продемонстрували занепад Організації визволення Палестини (ОВП) і піднесення ХАМАС як головного центру влади в палестинській політиці. Вони передбачили подальший занепад ОВП, якщо статус-кво збережеться.
Ізраїльський аналітик Сет Францман зазначив, що напад відрізнявся масштабами і динамікою від попередніх конфліктів між ХАМАС та Ізраїлем, які зазвичай протікали поетапно з поступовою ескалацією напруженості.

## У культурі
«Свідоцтво різанини 7 жовтня» — документальний фільм, змонтований ЦАХАЛ із кадрів, що зафіксували різанину з доступних відео-джерел: натільних камер і мобільних телефонів терористів ХАМАС, відеореєстраторів, камер зовнішнього і домашнього спостереження, смартфонів ізраїльських жертв нападу, зйомок служб екстреної допомоги.
«Крики перед тишею» — документальний фільм, знятий Шеріл Сендберг, американською підприємницею, яка раніше працювала однією з директорів Meta (Facebook), де досліджується сексуальне насильство з боку терористів під час вторгнення ХАМАС, включно з подіями різанини на фестивалі Нова та викраденням ізраїльтян до сектору Газа. Безкоштовно випущений на YouTube 26 квітня 2024 року.

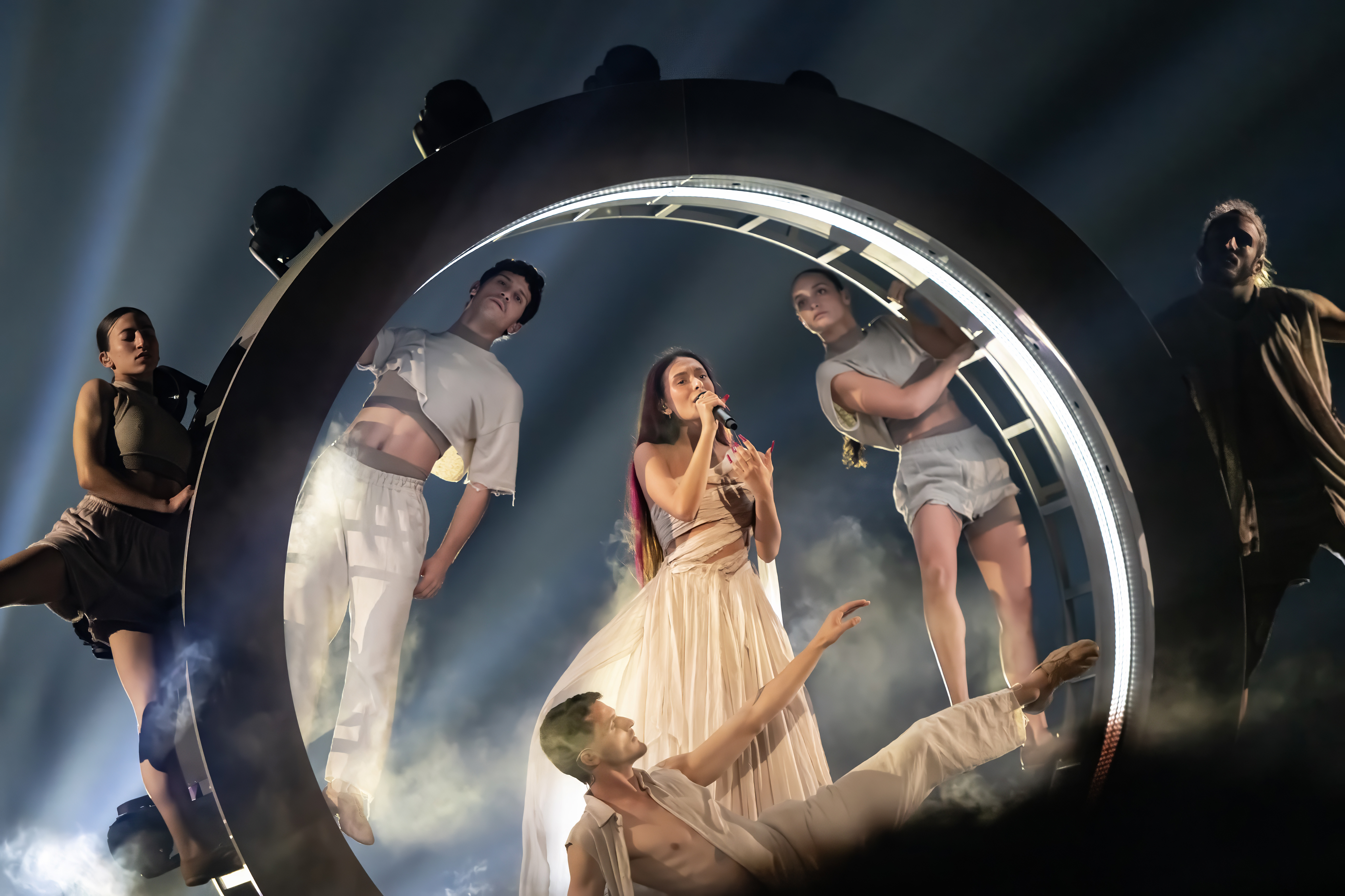
Виступ представниці Ізраїлю Еден Ґолан під час репетиції на Євробаченні 2024 з піснею «Hurricane», натхненною подіями 7 жовтня

«Hurricane» — пісня ізраїльської співачки Еден Ґолан, з якою вона представляла Ізраїль на Пісенному конкурсі Євробачення 2024, натхненна ізраїльським баченням атаки ХАМАС на Ізраїль 7 жовтня 2023 року та її емоційних наслідків для ізраїльтян. Пісня спочатку мала назву «October Rain», але Європейська мовна спілка відхилила цю назву через «політичний зміст». Композицію описують як баладу, що досягає своєї кульмінації, натякаючи на «стан ізраїльських цивільних» під час нападу 7 жовтня разом із різаниною на музичному фестивалі в Реїмі.